# Спенсерова строфа
Спенсерова строфа — різновид нони, строфа, створена англійським поетом XVI століття Едмундом Спенсером у поемі «Королева фей». Для неї властивий п'ятистопний ямб, але останній рядок — із шестистопним ямбом. Має римування за схемою: абаббвбвв. Застосовуються окситонні та парокситонні рими. Зразком Спенсерової строфи вважається поема Джорджа Байрона «Мандри Чайльд-Гарольда».
Спенсорову строфу використано у таких творах: «Повстання ісламу» та «Адонаїс: Елегія про смерть Джона Кітса» Персі Біші Шеллі, «Напередодні свята св. Агнеси» Джона Кітса, , «Пожирачі Лотоса» Альфреда Теннісона, «Замок ліні» Джеймса Томсона, поема The Vision of Don Roderick Вальтера Скотта та інші.